# 柏林城市快鐵
柏林城市快铁，或稱柏林快鐵，是德國首都柏林的城市快速鐵道系統（Stadtschnellbahn；由城市「Stadt」和快速「Schnell」組成），營運單位為德國鐵路的子公司——柏林快鐵有限公司（S-Bahn Berlin GmbH）運營。柏林快鐵由15線組成，與大部分地鐵相連接，組成了柏林的快捷軌道交通系統。雖然快鐵和地鐵几乎采用一样的收費體系，但他們隸屬於不同的公司：地鐵由柏林主要公共交通業者——柏林運輸公司運營。

## 路線

### 运营线路图

快鐵路網圖

| 線路名稱 | 起讫站点                                 | 起讫站点                                 | 首段启用       | 車站數目 | 运营長度 （公里） | 经过的铁路线系统         |
| -------- | ---------------------------------------- | ---------------------------------------- | -------------- | -------- | ----------------- | ------------------------ |
|          | 奧拉寧堡                                 | 柏林-萬湖車站                            | 1877年7月10日  | 35       | 51,7              | 南北隧道系统             |
|          | 贝尔瑙                                   | 布兰肯费尔德                             | 1842年8月1日   | 28       | 46,6              | 南北隧道系统             |
|          | 亨尼希斯多夫                             | 泰尔托城                                 | 1901年12月1日  | 27       | 39,3              | 南北隧道系统             |
|          | 魏德曼斯卢斯特                           | 泰尔托城                                 |                | 23       | 30,4              | 南北隧道系统             |
|          | 施潘道                                   | 埃尔克纳                                 | 1842年10月23日 | 30       | 44,6              | 城市线（东西高架线）系统 |
|          | 無（順時針环线，循環點為柏林南十字車站） | 無（順時針环线，循環點為柏林南十字車站） |                | 28       | 36,8              | 环线系统                 |
|          | 無（逆時針环线，循環點為柏林南十字車站） | 無（逆時針环线，循環點為柏林南十字車站） |                | 28       | 36,8              | 环线系统                 |
|          | 柏林-舍訥費爾德機場車站                  | 柏林南十字車站                           |                | 12       | 21,8              | 环线系统                 |
|          | 柯尼希斯武斯特豪森車站                   | 柏林-韦斯特恩德車站                      |                | 23       | 40,6              | 环线系统                 |
|          | 柏林-施平德勒斯费尔德車站                | 柏林-赫爾曼大街車站                      |                | 7        | 10,3              | 环线系统                 |
|          | 柏林西十字車站                           | 施特勞斯貝格北站                         |                | 30       | 48,8              | 城市线（东西高架线系统） |
|          | 阿倫斯費爾德車站                         | 波茨坦總站                               |                | 29       | 47,4              | 城市线（东西高架线系统） |
|          | 瓦滕贝格车站                             | 柏林东站                                 |                | 10       | ?                 | 城市线（东西高架线系统） |
|          | （措伊滕車站↔）柏林-格呂瑙車站           | 比肯韋德車站                             |                | 24       | 56,4              | 环线系统                 |
|          | （柏林-格吕瑙车站↔）柏林-舍讷韦德车站    | 柏林-潘科車站                            |                | 16       | 23,8              | 环线系统                 |
|          | 柏林-舍訥費爾德機場車站                  | 柏林-施潘道车站                          |                | 28       | 40,7              | 城市线（东西高架线系统） |

### 经過南北隧道系統
- ：奧拉寧堡（德语：Bahnhof Oranienburg）（Oranienburg）－南北地下線－萬湖（Wannsee）
- ：贝尔瑙（德语：Bahnhof Bernau (b Berlin)）（Bernau）－南北地下線－布兰肯费尔德（德语：Bahnhof Blankenfelde (Kr Teltow-Fläming)）（Blankenfelde）
- ：亨尼希斯多夫（德语：Bahnhof Hennigsdorf (b Berlin)）（Hennigsdorf）－南北地下線－泰尔托城（德语：Bahnhof Teltow Stadt）（Teltow Stadt）
- ：魏德曼斯卢斯特（德语：Bahnhof_Berlin-Waidmannslust）（Waidmannslust）－南北地下線－泰尔托城（德语：Bahnhof Teltow Stadt）（Teltow Stadt）

### 经過柏林城市铁路系統
- ：柏林-施潘道车站（Spandau）－東西高架線－埃克纳尔（德语：Bahnhof Erkner）（Erkner）
- ：西十字（德语：Bahnhof Berlin Westkreuz）（Westkreuz）－東西高架線－史特勞斯堡北（Strausberg Nord）
- ：波茨坦（Potsdam Hbf.）－東西高架線－阿伦斯费尔德（德语：Bahnhof Ahrensfelde）（Ahrensfelde）
- ：柏林东站－東西高架線－華騰堡（Wartenberg）
- ：施潘道（Spandau）－東西高架線－柏林-舍讷费尔德机场（Flughafen Berlin-Schönefeld）

### 经過環線系統
- ：環線順時針方向
- ：環線逆時針方向
- ：柏林-舍訥費爾德機場（Flughafen Berlin-Schönefeld）－環線－南十字（Südkreuz）
- ：柯尼希斯武斯特豪森（德语：Bahnhof Königs Wusterhausen）（Königs Wusterhausen）－環線－西端（德语：Bahnhof Berlin-Westend）（Westend）
- ：施平德勒斯費爾德（德语：Bahnhof Berlin-Spindlersfeld）（Spindlersfeld）－環線－赫尔曼大街（德语：Bahnhof Berlin Hermannstraße）（Hermannstraße）
- ：比肯韋德（德语：Bahnhof Birkenwerder (b Berlin)）（Birkenwerder）－環線－措伊滕（德语：Bahnhof Zeuthen）（Zeuthen）
- ：柏林-潘科車站（Pankow）－環線－格吕瑙（德语：Bahnhof Berlin-Grünau）（Grünau）

## 与柏林城市铁路的关系
柏林城市快铁（德语原名：S-Bahn Berlin）常被误译为“柏林城市铁路”。“柏林城市快铁”德文原名中的“S-Bahn”为“Stadt-Schnellbahn”的缩写，中文为“城市快铁”，含义为“穿梭于城市内部与市郊间的旅客列车，能够将乘客以较快的速度送达目的地”；“Berlin”为“柏林”。也就是说，将“S-Bahn Berlin”误译为“柏林城市铁路”丢失了部分原意，并会和柏林城市铁路（德语原名：Berliner Stadtbahn）混淆。
柏林城市铁路（德语原名：Berliner Stadtbahn）的名称含义是“贯穿柏林市区的铁路线路”。
“柏林城市快铁”行经“柏林城市铁路”全线，“柏林城市铁路”也不仅被“柏林城市快铁”使用，区域列车、区域快车、城际列车、欧城列车、城际快车均使用“柏林城市铁路”。

## 外部連結
- 柏林快鐵官方網頁 （页面存档备份，存于）（德文）（英文）

## 類似系統
- 巴黎和法兰西岛的RER和Transilien（法兰西岛区域铁路）
- 伦敦地上铁（London Overground）
- 西班牙近郊铁路